# 姫木城
姫木城（ひめきじょう）は、鹿児島県霧島市の国分平野北部にあった日本の城（山城）。比売之城（ひめのき）、比売奴城、比売妓城、熊襲城とも呼ばれる。

## 構造
国分平野の北側を囲むシラス台地の一端が平野に突出する地形を利用した山城であった。山塊は岩戸火砕流の溶結凝灰岩から成っており、標高は169メートルである。山腹は断崖絶壁が連なっており、最南端の峰（写真右端）は国司ヶ岳と呼ばれる。山塊の北面にあたる高地（写真中央やや左）に本丸が置かれ、北東側に大手門、西側に搦手門を配していた。城の北側にある貫抜瀬戸と呼ばれる尾根を介して橘木城と隣接していた。本丸の裏手に年間を通じて涸れることのない水源があり、城内に田畑も保有していたため長期にわたる籠城が可能であった。山裾を流れる松永用水と重久溝を内堀、天降川と手籠川を外堀としていた。

## 歴史
古代から山城として利用され、奈良時代の720年（養老4年）に勃発した「隼人の反乱」の際、律令政府に対抗した隼人側が立て籠った場所とされる。中世における城主は姫城氏、本田氏、島津氏、税所氏、伊集院氏であり、各豪族による勢力争いの舞台となった。

### 年表
- 720年（養老4年）：　律令政府と隼人との戦い（隼人の反乱）があり、女性領袖の桂姫がここに立て籠もった。
- 1337年（延元2年、建武4年）：　税所氏の一族である重久篤兼がここに篭もり、肝付兼重と野辺盛忠による連合軍の攻撃を退けた。
- 1373年（応安6年）：　税所氏と島津氏の戦い。
- 1377年（天授3年、永和3年）：　税所氏と相良氏の連合軍が島津氏を攻撃した際、税所氏側がここに篭もった。島津側がこれを攻め落とすまでに三年を要した。島津氏久は城の南西にある咲隈（えみくま、笑隈とも書く）に布陣し兵糧攻めを試みた。これに対して籠城側は馬を水で洗う様子を見せつけ水が豊富にあることを誇示し、氏久は大いに悔しがったと言われる。また、この戦いで島津氏側の碇山左衛門（金吾）が敵に襲いかかる際、勢い余って城内の大岩を真っ二つに斬ってしまったと伝えられる。このとき斬られた岩は金吾石と呼ばれている。戦いの後、城は本田氏に与えられた。
- 1447年（文安4年）：　島津忠国がここに篭もり、本田重恒と税所氏の連合軍を退けた。
- 1548年（天文17年）：　付近の領主であった本田董親の施政に抗議するため同族の本田実親がここに立て籠もった。董親が島津氏に追われた後は伊集院忠朗の所有となった。